# Liste der Kulturdenkmäler in Rohrbach (Hunsrück)
In der Liste der Kulturdenkmäler in Rohrbach sind alle Kulturdenkmäler der rheinland-pfälzischen Ortsgemeinde Rohrbach aufgeführt. Grundlage ist die Denkmalliste des Landes Rheinland-Pfalz (Stand: 27. Oktober 2023).

## Einzeldenkmäler
| Bezeichnung         | Lage                           | Baujahr                             | Beschreibung | Bild                           |
| ------------------- | ------------------------------ | ----------------------------------- | --- | ------------------------------ |
| Quereinhaus         | Gartenfeld 3 Lage              | 19. Jahrhundert                     | Fachwerk-Quereinhaus, teilweise verschiefert, 19. Jahrhundert                                                           | BW                             |
| Wohnhaus            | Hallgarten 2 Lage              | erstes Drittel des 19. Jahrhunderts | Fachwerkhaus, erstes Drittel des 19. Jahrhunderts                                                                       | BW                             |
| Hofanlage           | Hauptstraße 1 Lage             | erste Hälfte des 19. Jahrhunderts   | abgewalmter Mansarddachbau, Fachwerk verschiefert, erste Hälfte des 19. Jahrhunderts; bauliche Gesamtanlage mit Scheune | BW                             |
| Evangelische Kirche | Hauptstraße 10 Lage            | 1791                                | frühklassizistischer Saalbau, 1791; bauliche Gesamtanlage mit Umfeld                                                    | weitere Bilder Fotos hochladen |
| Backhaus            | Hauptstraße, neben Nr. 15 Lage | 1840                                | Fachwerkbau, teilweise massiv und verschiefert, 1840                                                                    | BW                             |
| Haus Sooste         | Hohlweg 1 Lage                 | 19. Jahrhundert                     | Fachwerk-Quereinhaus mit Kniestock, 19. Jahrhundert                                                                     | Fotos hochladen                |